# Lars Larsson Gardell
Lars Larsson Gardell, född 25 december 1739 i Garda, Gotlands län, död 23 april 1800 i Burs, Gotlands län, var en svensk präst och tecknare.
Han var son till kyrkoherden Lars Barthold Gardell och Christina Assarsson och från 1785 gift med Catharina Elisabeth Laurin och far till Christina Cramér. Gardell blev konsistorienotarie i Visby 1785 och kyrkoherde i Burs 1793. Carl Gustav Gottfried Hilfeling beskrev honom i sin resejournal som en person som ägde mycken färdighet i ritning och målning. Hans konst består av landskaps- och blomstermålningar.